# Gravdal
Gravdal est une localité du comté de Nordland dans la partie centrale de l'archipel des Lofoten au nord du cercle polaire, en Norvège. Le village est situé au long du rivage du fjord de Buksnes, à environ 72 kilomètres à l'ouest de la ville Svolvær et 63 kilomètres à l'est de l'Å à Moskenes. La population était de 1620 en 2016.

## Géographie
Administrativement, Gravdal fait partie de la kommune de Vestvågøy.

## Ensoleillement
En raison de la position de Gravdal au nord du cercle polaire, le soleil est au-dessus de l'horizon à partir du lever du soleil le 26 mai jusqu'au cocher du soleil le 18 juillet. Le dernier lever du soleil avant la période nuit polaire est le 7 décembre et le premier lever du soleil après la période nuit polaire est le 5 janvier.

## Économie
Gravdal héberge Nordlandssykehuset Lofoten, le seul hôpital en Lofoten. On trouve à Gravdal le lycée Vest-Lofoten Videregående skole section Gravdal. Il y a aussi des écoles maternelles, une école élémentaire, un supermarché, une épicerie, un salon de coiffure, un salon de bronzage.

## Monuments

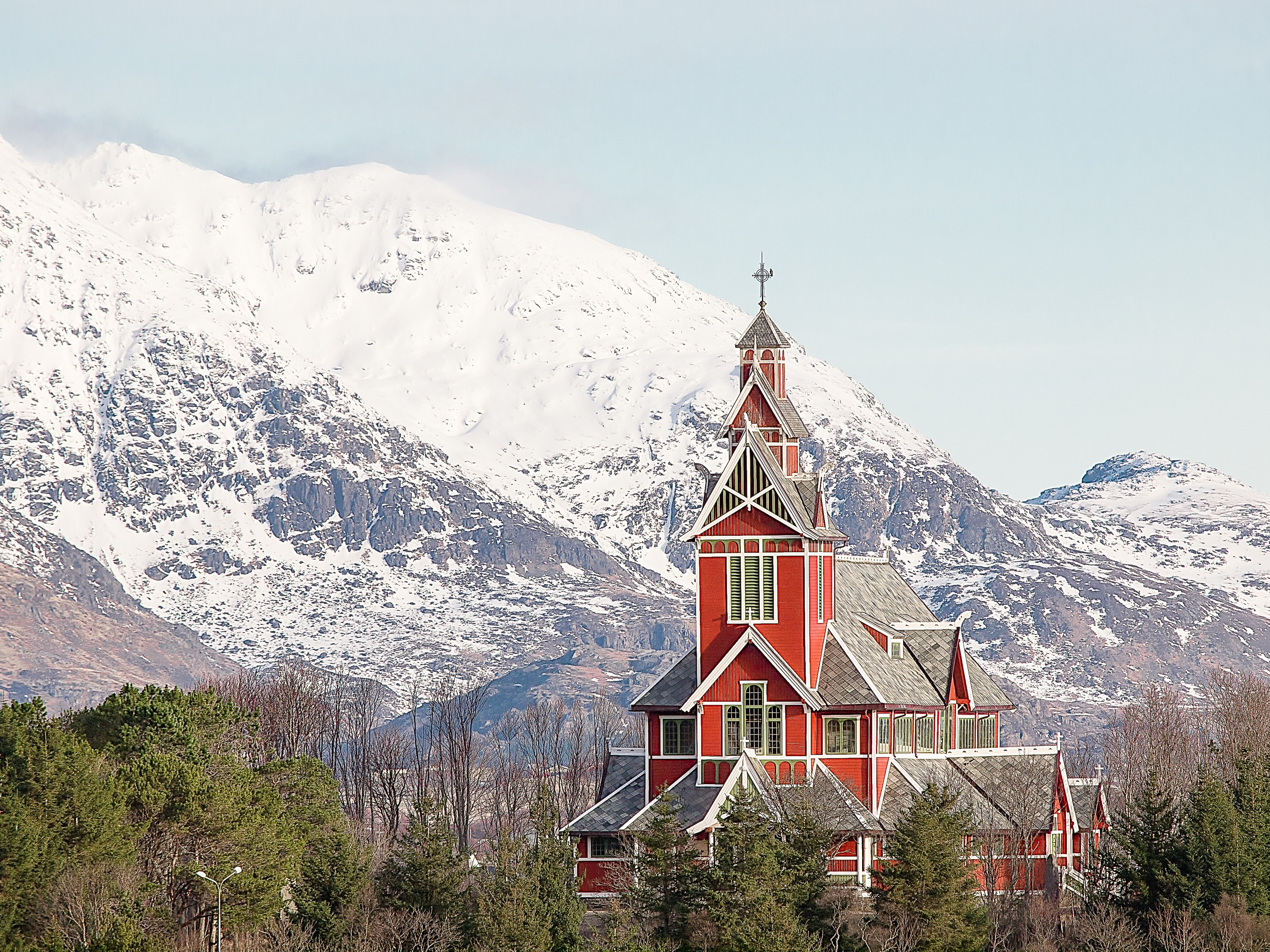
Église de Buksnes

L'église de Buksnes (« Buksnes Kirke ») se situe à Gravdal. Cette église de bois est en style dragon contient 600 places. Elle a été inaugurée le 22 novembre 1905 et restaurée entre 1965 et 1967. L'architecte de l'église était Karl Norum.

## Attractions

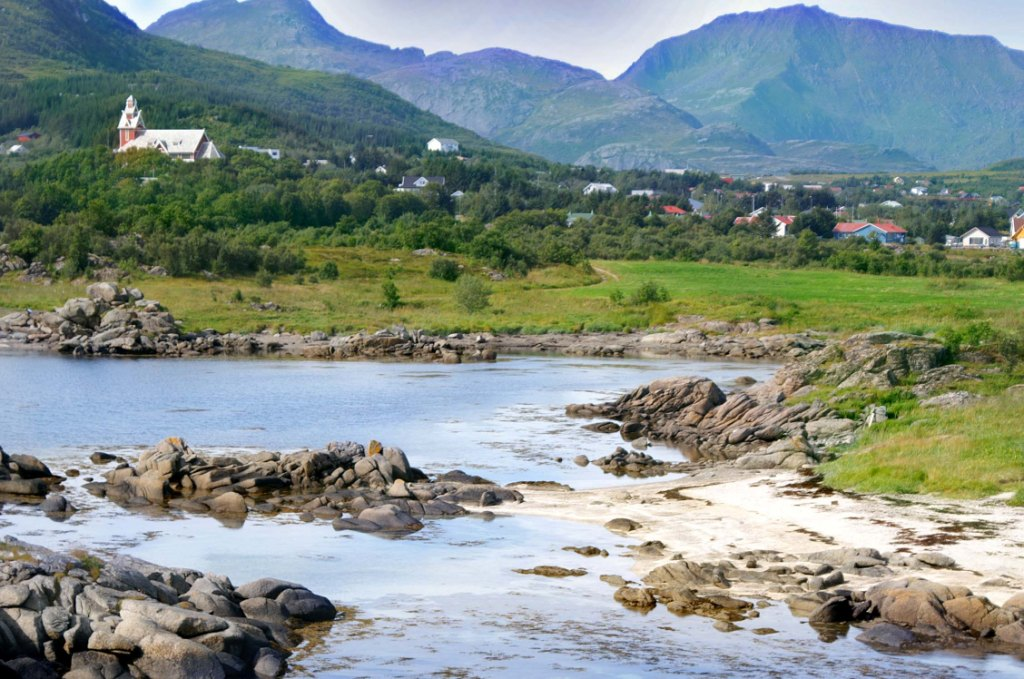
La plage « Kleppen »

Gravdal donne accès à une petite plage, l'océan, des montagnes, des terrains de foot, un terrain de basket-ball et un gymnase avec le terrain de handball.

Vue panoramique de Gravdal